# Luigi Gherzi
Luigi Gherzi, italijanski general, * 1889, † 1943.